# Zhang Guohua
Zhang Guohua (Yongxin, ottobre 1914 – Chengdu, 21 febbraio 1972) è stato un generale e politico cinese.
Tenente generale dell'Esercito Popolare di Liberazione e membro del Partito Comunista Cinese, servì durante l'invasione del Tibet e nella guerra sino-indiana e in seguito come Segretario del Partito Comunista Cinese nella Regione Autonoma del Tibet.